# 오르니토미무스

오르니토미무스(Ornithomimus)는 중생대 백악기 후기(약 7,500만년-6,600만년 전), 북미대륙에 서식했던 공룡이다. 오르니토미무스속에 속하는 수각류 공룡의 총칭이다. 학명은 '새의 모방자', '새를 닮은 자'(중국에서도 '似鳥龍'라고 불리고 있다.)라고 하는 의미를 갖고 있다. 타조공룡으로 불리는 오르니토미무스과를 대표하는 공룡으로, 주된 특징은 세개의 발가락, 긴 목, 조류와 유사한 머리 등이 있다. 오늘날의 타조와 같은 모습으로 달리는 속도도 시속 50~60km/h로 빨랐을 것으로 추정된다. 발차기 외에 별다른 무기가 없었으므로 티라노사우루스같은 포식자가 나타나면 빠르게 도망쳤다. 2014년에 이 공룡의 팔뼈에서 칼깃을 지탱하는 깃혹이 발견되었는데, 이를 통해 오르니토미무스는 깃털이 있음을 알 수 있다. 다만 유년기의 표본에서는 깃혹이 발견되지 않아 어릴 때는 몸이 어린 새와 유사하게 솜털로 덮여 있을 것으로 추정된다.

## 특징
몸 전체 길이는 약 3.5m정도이고, 체중은 140kg 전후였을 것으로 추정된다. 오르니토미무스류 중에서 가장 빨리 화석이 발굴되었지만, 실재 살았던 연대는 가장 후기의 공룡이다. 육식공룡의 수각류이면서 입에는 이빨이 없고, 입은 주둥이 모양을 하고 있어, 알, 작은 척추동물, 물고기, 곤충, 열매, 씨앗, 잎 등을 먹는 잡식공룡으로 보는 설도 있다.

## 화석 발견지
미국, 캐나다,중국